# Formato de fluxo de bits
Um formato de fluxo de bits é o formato dos dados encontrado em alguns streams de bits usados em aplicações de transmissão de dados ou dispositivos de armazenamento. O termo normalmente se refere ao formato de saída de de um encoder ou o formato de entrada de um decoder quando utilizando compressão de dados.
Especificações de interoperabilidade, como os padrões de codificação de vídeo produzidas pela MPEG e a ITU-T e os padrões de codificação de áudio produzidas pela MPEG, frequentemente especifica apenas o formato do fluxo de bits e o processo de decodificação, enquanto permite que implementações específicas de encoders sejam projetadas utilizando quaisquer métodos que produzam fluxo de bits em conformidade com o formato de bitstream especificado.